# شورای مسلمانان سوئد

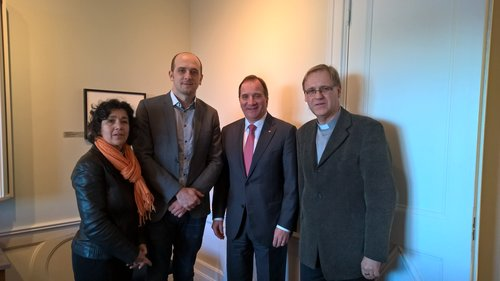
رئیس شورای مسلمانان سوئد به همراه نمایندگانی از یهودیان و مسیحیان سوئد در دیدار با نخست وزیر استفان لوفون

شورای مسلمانان سوئد (به سوئدی :Sveriges muslimska råd, SMR) نهادی است متشکل از سازمانها و گروه‌های اسلامی سوئد که برای شنیده شدن صدای مسلمانان در آن جامعه تلاش می‌کند. از سال ۲۰۰۴ ریاست این سازمان را  هلنا بنائودا بر عهده دارد.

## اتحاد با حزب سوسیال دموکرات
سوسیال دموکرات ها در توافقی که به صورت کتبی خطاب به «شورای مسلمانان سوئد» انجام گردید، توافق نمودند که مسلمانان را در فهرستهای پارلمانی، فهرست شورای شهرستان ها و همچنین فهرستهای شورای شهر قرار دهند.

## سازمانهای عضو
Bosniakiska Islamiska Samfundet (BIS)
```
Förenade Islamiska Föreningar i Sverige (FIFS)
Islamic Relief
Islamiska Informationsföreningar i Sverige
Muslimskt Politiskt Forum
Stiftelsen Islamiska Skolor i Sverige (SIS)
Sveriges Muslimska Scouter
Sveriges Unga Muslimer
```